# Лесич Дмитро Сергійович
Дмитро́ Сергі́йович Ле́сич (29 вересня 1999, Кам'янське — 30 листопада 2023, Діброва, Луганська область) — український громадський активіст, волонтер; з 2022 року — військовослужбовець, учасник російсько-української війни.

## Життєпис
Дмитро Лесич народився 29 вересня 1999 року в місті Кам'янське. Вищу освіту здобув 2022 року в Одеській юридичній академії, де навчався на соціально-правовому факультеті та отримав диплом магістра.
Працював юристом в Одеському обласному центрі патріотичного виховання та організації дозвілля дітей та молоді, помічником адвоката. Долучався до роботи над низкою важливих для усього міста та країни проєктів стосовно захисту прав громадян на чисте та безпечне довкілля, об'єктів природно-заповідного фонду, культурної спадщини Одеси, а також збереженні парків, скверів та узбережжя міста від забудови. Брав участь у багатьох акціях прямої дії, мирних зібраннях та акціях протесту в Одесі.
З початком повномасштабного вторгнення Росії до України 24 лютого 2022 року Дмитро Лесич вступив до лав ТрО, а 26 лютого 2023 року став служити в Національній гвардії України. Лесич загинув 30 листопада 2023 року внаслідок поранень, яких зазнав під час мінометного обстрілу в районі села Діброва Луганської області. 
Воїна поховали 6 грудня 2023 року в місті Кам'янське. Указом Президента України № 96/2024 від 23 лютого 2024 року Лесич Дмитро нагороджений орденом «За мужність» ІІІ ступеня.

## Вшанування
- 26 липня 2024 року в Одесі Барятинський провулок перейменували на його честь на провулок Дмитра Лесича.[1][6][8]